# Javi López-Pinto
Javier Lopez-Pinto Dorado (Barcelona, 5 de mayo de 2001) es un futbolista español que juega como extremo izquierdo en el Algeciras Club de Fútbol de la Primera Federación, cedido por el Burgos Club de Fútbol.

## Trayectoria
Nacido en Barcelona, se forma en la cantera de la UE Cornellà. El 18 de junio de 2020, tras finalizar su etapa juvenil, firma por el Cerdanyola del Vallès FC de la Tercera División. Tras 2 temporadas en el club, ascendiendo a Segunda Federación pero descendiendo al año siguiente, firma por el Burgos CF en junio de 2022 para jugar en su filial también en la Segunda Federación.
Logra debutar con el primer equipo burgalés el 14 de agosto de 2022 al entrar como suplente en los minutos finales de una victoria por 1-0 frente al Málaga CF en la Segunda División.
El 26 de enero de 2024, firma por el Algeciras Club de Fútbol de la Primera Federación, cedido por el Burgos Club de Fútbol.
El 3 de enero de 2025, es cedido a la Unión Derpotiva Ibiza de la Primera Federación.

## Clubes
Actualizado al último partido disputado el 21 de septiembre de 2024.
| Club                     | País   | Año       | Partidos | Goles |
| ------------------------ | ------ | --------- | -------- | ----- |
| Cerdanyola del Vallès FC | España | 2020-2022 | 54       | 3     |
| Burgos CF Promesas       | España | 2022-2023 | 32       | 3     |
| Burgos CF                | España | 2022-act. | 9        | 1     |
| Algeciras CF (cedido)    | España | 2023-2024 | 17       | 5     |
| U.D. Ibiza               | España | 2024-25   | 2        | 0     |